# Mainhausen
Mainhausen is een gemeente in de Duitse deelstaat Hessen, en maakt deel uit van de Landkreis Offenbach.
Mainhausen telt 9.503 inwoners.

## Delen van Mainhausen
- Mainflingen
- Zellhausen

Dietzenbach ·
Dreieich ·
Egelsbach ·
Hainburg ·
Heusenstamm ·
Langen (Hessen) ·
Mainhausen ·
Mühlheim am Main ·
Neu-Isenburg ·
Obertshausen ·
Rödermark ·
Rodgau ·
Seligenstadt